# Роми Инди
Роми Инди (англ. Romy Indy), настоящее имя — Роми ван Клей (нидерл. Romy van Klei; род. 22 января 1999 года в Амстердаме, Нидерланды) — нидерландская порноактриса. Лауреат премии AVN Awards в категории «Лучшая новая иностранная старлетка» (2022).

## Карьера
Имеет смешанные суринамско-яванско-нидерландские корни. До начала карьеры порноактрисы работала в ресторанах и в колл-центре. Пришла в индустрию для взрослых летом 2019 года в возрасте 20 лет. Первые съёмки прошли в нидерландских компаниях, в частности, студии Ким Холланд и Secret Circle. В декабре 2019 года снялась в сцене под названием Feeling Festive, которая была снята Сандрой Шайн для сайта Вива Томаса. Снимается для студий 21Sextury, LetsDoeIt, MetArt, Private, Video Marc Dorcel, Vixen Media Group и многих других в сценах традиционного, лесбийского и анального секса.
В сентябре 2020 года была номинирована на первую в своей карьере премию — XBIZ Europa Award в категории «Лучшая новая старлетка». На 39-й церемонии награждения AVN Awards, которая была проведена 22 января 2022 года, Роми одержала победу в категории «Лучшая новая иностранная старлетка».
По данным сайта IAFD на январь 2022 года, снялась в более чем 70 порнофильмах и сценах.

## Награды и номинации
| Год  | Награда           | Результат | Категория                                                      | Фильм                       |
| ---- | ----------------- | --------- | -------------------------------------------------------------- | --------------------------- |
| 2020 | XBIZ Europa Award | Номинация | Лучшая новая старлетка                                         | н/д                         |
| 2022 | AVN Award         | Номинация | Лучшая международная лесбийская сцена (вместе с Амирой Адарой) | Get In                      |
| 2022 | AVN Award         | Победа    | Лучшая новая иностранная старлетка                             | н/д                         |
| 2022 | Pornhub Award     | Номинация | Любимый новичок (награда поклонников)                          | н/д                         |
| 2022 | Pornhub Award     | Номинация | Самая популярная новая исполнительница                         | н/д                         |
| 2022 | XBIZ Europa Award | Номинация | Лучшая сцена секса — гламкор (вместе с Томми Кабрио)           | Lovely Way to Spend the Day |
| 2023 | AVN Award         | Номинация | Иностранная исполнительница года                               | н/д                         |

## Избранная фильмография
- 2020 — Orgasmic Moments
- 2021 — Love Finally
- 2021 — One Night In Barcelona
- 2021 — Sexy Nerds
- 2021 — Soulmate Secrets
- 2021 — The New Au-Pair